# Jordi Hurtado
Jordi Hurtado Torres (San Feliu de Llobregat, Barcelona, 16 de junio de 1957) es un periodista y presentador español de programas de televisión. Actualmente presenta Saber y ganar en La 2.

## Biografía
Es conocido y popular en España por ser el rostro habitual de los concursos en Televisión Española desde 1985. Es familiar lejano del periodista Jordi Évole, ya que la abuela paterna de Évole y el padre de Hurtado son primos hermanos y originarios del pueblo extremeño de Garrovillas de Alconétar.
Adquirió experiencia en la radio como presentador del programa La radio al sol, en Radio Barcelona, de la Cadena SER, espacio ganador del Premio Ondas en 1982.
En los años 90 fue uno de los actores de doblaje que dio voz a Epi, del programa infantil Barrio Sésamo.
En 1985 debutó ante la cámara con el concurso de TVE Si lo sé no vengo, que presenta junto a Virginia Mataix. El éxito del programa permitió que se mantuviera en antena hasta 1988. La experiencia supuso además su primer contacto profesional con el realizador Sergi Schaaff, con quien volvió a coincidir en otros proyectos, entre otros la primera versión sólo para el circuito catalán de TVE del después popular programa 3x4. En la temporada 1989-1990 presentó el miniconcurso La liga del millón, dentro del programa deportivo Estudio Estadio, pero el espacio no cuajó y se retiró. Compaginó ese trabajo con el espacio La alegría de la casa en la Cadena SER.
En 1991 condujo el concurso Pictionary, que había empezado en 1990 en el circuito catalán de TVE. En 1992 presenta Carros de juego y en 1993, Juguemos al Trivial. En 1994 coincidió con Almudena Ariza en la presentación de otro concurso que solo se mantuvo un mes en pantalla, ¿Cómo lo hacen?
En 1997 se incorporó al nuevo proyecto de Sergi Schaaff, el concurso diario de cultura general Saber y ganar, que conduce desde ese año en La 2.
En 2007-2008 presentó el programa Memòries de la tele (Memorias de la tele) en el circuito catalán de La 2 de TVE, en el que se repasó la historia de los programas y los personajes a lo largo de la historia de TVE en Cataluña.
En 2022 cumplió 25 años al frente de Saber y ganar. Anecdóticamente, el hecho de que Hurtado lleve tanto tiempo en televisión sin haber envejecido perceptiblemente ha dado pie a todo tipo de chistes y memes sobre su supuesta inmortalidad o su naturaleza de robot o de holograma.
En 2015 realizó un cameo en la serie de televisión El Ministerio del Tiempo, donde se presentaba como uno de los agentes del mismo.
En mayo de 2016 estuvo de baja laboral por primera vez en 19 años para someterse a una operación. Se reincorporó al programa el 9 de junio de 2016.

## Fenómeno de internet
En los últimos años se han realizado numerosas bromas acerca de su "eterna juventud", que es fenómeno en las redes sociales, especialmente en Twitter, donde se realizan numerosos memes del periodista y presentador.

## Radio
- 1981: Lo toma o lo deja, Radio Barcelona de la Cadena SER.
- 1982: Radio al sol, Radio Barcelona de la Cadena SER, Premio Ondas en 1982.
- 1990: La alegría de la casa.

## Televisión
- 1985-1988: Si lo sé no vengo con Virginia Mataix, de Sergi Schaaff.
- 1986-1987: "3x4" en el circuito catalán de TVE.
- 1989-1990: "La liga del millón", en Estudio Estadio.
- 1991: Pictionary. (Empezó en 1990 en el circuito catalán de TVE.)
- 1992: Carros de juego.
- 1993: Juguemos al Trivial.
- 1994: ¿Cómo lo hacen?, con Almudena Ariza.
- 1997-actualmente: Saber y ganar en La 2, de Sergi Schaaff.
- 2007-2008: "Memòries de la tele" en el circuito catalán de TVE.
- 2014: Saber y ganar: Parte de tu vida en La 1, de Sergi Schaaff.

## Series
- 2005: Segundo episodio de la decimocuarta temporada de 7 vidas de Telecinco como cameo.
- 2015: Octavo episodio de la primera temporada de El Ministerio del Tiempo de TVE como personaje.
- 2016: Decimotercer episodio de la segunda temporada de El Ministerio del Tiempo de TVE como personaje.
- 2017: Cuarto episodio de la primera temporada de La peluquería de TVE como personaje.

### Animación
- 1989: Voz sustituta de Joan Pera como Ten Shin Han en el doblaje catalán de Dragon Ball Z y sus respectivas películas.
- 2001: Voz sustituta de José Javier Serrano como Jeff Fungus en el doblaje en español / castellano de Monsters, Inc..

## Premios y reconocimientos
- 2024: Premio Jesús Hermida a la trayectoria de la Academia de Televisión.[12]
- 2025: Premio Nacional de Televisión.[13]